# 647. pehotni polk (Wehrmacht)
Za druge 647. polke glejte 647. polk.
647. pehotni polk (izvirno nemško Infanterie-Regiment 647) je bil eden izmed pehotnih polkov v sestavi redne nemške kopenske vojske med drugo svetovno vojno.

## Zgodovina
Polk je bil ustanovljen 10. marca 1940 kot polk 9. vala kot Landesschützen-Regiment Oberost; polk je bil del 365. pehotne divizije.
3. avgusta istega leta je bil polk razpuščen; enote so bile razporejeni k Heimatwachu za potrebe straže vojnih ujetnikov v Freisingu.